# Muhammad Xah Qajar
Muhammad Xah Qajar o محمد شاه قاجار Muhammad Mirza (5 de gener de 1808 - 4 de setembre de 1848) fou xa de la dinastia qajar de Pèrsia (1735-1748) fill d'Abbas Mirza. Com la seva àvia, la seva mare era també una princesa de la família Develu de nom Asiya Khatun, filla de Muhammad Khan Develu i neta de Fath Ali Khan Develu. Va estar influït pel seu mestre Hadjdji Mirza Akasi, un sufita.
Va ser governador de diverses províncies, entre les quals Maragha i el 1823/1824 se li van donar una part de les rendes de Hamadan sense però ser governador. El 1826 es va reprendre la guerra amb Rússia i Muhammad fou enviar al Caucas amb un cos d'exèrcit per reconquerir Gandja i Tiblisi, però fou derrotat a la primera d'aquestes ciutats.
El 1832 Abbas Mirza va planejar conquerir Afganistan i Khiva i va pactar amb el visir d'Herat i el kan de Kokand. Va encarregar les operacions al seu fill gran Muhammad Mirza (després Muhammad Shah Qadjar). Abbas Mirza va morir a Mashad el 25 d'octubre de 1833. Fou reconegut per Rússia com a wali adh (príncep hereu) i va rebre aquest títol formalment el 20 de juny de 1834 sent enviat a governar l'Azerbaidjan amb seu a Tabriz mentre el seu germà Kahraman era nomenat al govern del Khurasan. Al setembre va córrer el rumor que Rússia exigia el pagament de les indemnitzacions degudes segons el tractat de Turkmanchai, i amenaçava d'ocupar el Gilan si no se li pagava, però el tresor estava esgotat (es devien quatre anys de sou als militars i no hi havia municions i un terç de l'armament estava fora d'ús); a més els bakhtiyaris estaven revoltats al Luristan, els mamassani saquejaven Fars fins a Siraz i el governador de Kermansah amenaçava d'ocupar Sulaymaniyya. La mort poc després del seu avi Fath Ali Shah a Esfahan el 23 d'octubre de 1834, va aconsellar a Gran Bretanya donar-li suport per pujar al tron amb cooperació de Rússia, a canvi de relegar els plans expansius amb els quals Muhammad no estava d'acord.
A la mort del seu avi, Muhammad es trobava a Tabriz, però no tenia fons per pagar a les seves forces que estaven a la vora del motí i li fou impossible marxar a Teheran; es va proclamar xa (7 de novembre de 1834) però el seu germà Ali Mirza Zill al-Sultan (1794-1855) es va proclamar xa a Teheran (Ali Shah o Adel Shah), d'on era governador, el 16 de novembre de 1834.
No obstant això, l'enviat britànic John Campbell va arranjar els pagaments de l'exèrcit i l'enviat rus va reposar el material, i el 10 de novembre les tropes de Tabriz estaven a punt per sortir cap a Teheran; el 5 de desembre de 1834 Husayn Ali Mirza Farman Farma va assolir el títol reial a Shiraz, el que complicava la posició de Muhammad. Però aquest tenia prou suport rus i britànic. Era un coronel britànic (Henry Lindsay-Bethune) que ja havia servit anys enrere a l'exèrcit persa, el que dirigia ara l'exèrcit de Muhammad, i va sortir de Tabriz el 16 de novembre.
Les forces d'Ali Shah, que eren a Qazwin, es van rendir poc després (desembre) i el dia 22 de desembre Muhammad Shah ja era als suburbis de Teheran on va entrar el 2 de gener de 1835. Ara calia enfrontar a Husayn Ali Shah i es va preparar un cos expedicionari; fou nomenat governador de Fars el germà petit del nou xa, Firuz Mirza (amb Minushihr Khan com a visir), i l'exèrcit va sortir de Teheran cap al sud sota la direcció de Henry Lindsay Bethune; el març aquestes forces van derrotar les forces de Farman Farma, dirigides pel seu germà Hasan Ali Mirza Shudja al-Sultana i pels tres fills de Husayn Ali, Rida Kuli Mirza, Taymur Mirza i Wali Mirza, a Kumisha, prop d'Esfahan (de la que Farman Farma s'havia apoderat). Farman Farma es va rendir el dia 29 de març després d'un curt setge de Shiraz i va ser empresonat i morí al cap de poc, el mateix any 1835; els seus tres fills van poder fugir a l'Imperi Otomà (després d'estar uns anys a Anglaterra van retornar el 1836 a Turquia) i Hasan Ali Mirza fou cegat i empresonat a Ardabil. Diversos prínceps qadjars van fugir del país i altres es van revoltar sense èxit, especialment al Khurasan on els kans de Budjnurd i Daragaz no reconeixien a Muhammad que només tenia autoritat a Nixapur, Mashad i Sabzawar; però el governador Kahraman Mirza va restablir aviat l'orde, mentre Nahram Mirza, governador de Kermansah, pacificava el Luristan i Arabistan.
El juny de 1835 el xa va fer arrestar al primer ministre a Abu l-Kasim Khan Kaim Makan, considerat culpable de la mala situació de l'administració, i fou estrangulat el 26 de juny. El va succeir Hadjdji Mirza Akasi, un religiós místic sufita, antic tutor de Muhammad, que va exercir fins al final del regnat.
Immediatament després, i a causa d'una epidemia de còlera a Teheran, Muhammad Shah va designar vali adh o wali adh (príncep hereu) al seu fill Nasir al-Din Mirza, de cinc anys; el govern de l'Azerbaidjan (tradicionalment lligat a l'hereu però en aquest cas era massa jove) fou confiat a Kahraman Mirza, germà de Muhammad fins al gener del 1842 quan va morir i fou nomenat un altre germà, Bahram Mirza (el següent germà de Muhammad en edat, més gran que Kahraman). El mateix 1842 Muhammad Shah es va posar malalt i es va pensar que Bahram Mirza s'imposaria com a successor per la poca edat de l'hereu designat; però Muhammad es va recuperar. Encara abans del final del 1835 es van produir disturbis religiosos a Esfahan, atacs de nòmades balutxis al Kirman i incursions de grups turcmans al Khurasan.
Una sèrie d'incidents greus amb els otomans es van produir entre 1833 i 1842; especialment greu fou l'ocupació temporal i l'incendi de Mohammara pel paixà de Bagdad el 1837. El 1838 Rússia va ocupar l'illa d'Ashurada a la mar Càspia (on va establir una estació naval el 1842).
El setge d'Herat (1837-1839) va fracassar per les maquinacions britàniques. L'hivern del 1839 al 1840 es van produir disturbis religiosos a causa del suport del xa i el primer ministre als sufites i el 1841 el xa va marxar sobre Esfahan i va sotmetre als ulemes i el cap dels lutis (una comunitat i classe social), Dajdji Ghulam Husayn va ser executa i els seus partidaris enviats a l'exili a Karbala. Manushihr Khan Mutamid al-Dawla fou nomenat governador d'Esfahan, Luristan i Khuzestan. Els drets dels ulemes foren limitats. El 1840 es va produir l'ocupació temporal persa de Sulaymaniyya que era otomana i el juliol d'aquest any Muhammad volia atacar Bagdad però no es va concretar res. El 1841 el governador d'Arabistan va fer una incursió a Fallahiyya i Muhammara.
La revolta al Kirman del cap ismaïlita l'Aga Khan de Mahallat (Ali Agha Khan II o Hasan Ali Shah Agha Khan) el 1841 va comportar (després d'alguns èxits inicials) dues derrotes del rebel (primavera del 1842) i finalment la seva fugida a territori britànic a l'Índia. El 1842 els otomans van recuperar Sulaymaniyya i va atacar Ardalan però el conflicte es va solucionar amb la mediació de Rússia i Gran Bretanya que va concretar un principi d'acord el maig de 1843 a Erzurum.
Un altre moviment religiós era els dels shaykis o shaykites dirigits per Kazim Rashti que havia enviat per tot Pèrsia deixebles a la recerca del Mahdi esperat (el sahib al-zaman). Un deixeble que el va succeir es va proclamar el 1844 com el Bab i va originar el babisme que va causar conflictes fins al 1851. El 1843 la tensió amb l'Imperi Otomà va derivar en una mediació de Gran Bretanya i Rússia.
Va recaure de la seva malaltia el 1845 i altre cop les mirades es van dirigir a Bahram Mirza, que era popular per la bona gestió que feia al seu govern a l'Azerbaidjan; però altre cop Muhammad es va recuperar. El novembre de 1846 els britànics van demanar la supressió del comerç d'esclaus als ports del golf Pèrsic però Muhammad va declarar a l'enviat anglès Sir Justin Sheil que era contrari als principis de l'alcorà.
Les converses amb els otomans van tenir una aturada per causa d'una matança de xiïtes a Karbala, però es van reprendre i el 1847 van portar a la signatura d'un segon tractat d'Erzurum (31 de maig de 1847) pel qual les planes de Zuhab passaven a Turqia i les muntanyes a Pèrsia, la qual renunciava a Sulaymani mentre els otomans renunciaven a reclamar Mohammara, i es crearia una comissió per delimitar les fronteres.
El 1846 Bahram va obtenir de Rússia i Gran Bretanya el suport per assolir la regència a la mort del seu germà Muhammad. Llavos es va enfrontar a l'influent primer ministre (sadr-i azam) Hadjdji Mirza Akasi, i el 1847 fou destituït del govern de l'Azerbaidjan que el febrer de 1848 fou concedit al príncep hereu Nasir al-Din Mirza. El 1847 els soldats otomans van fer una matança de perses a Karbala i es va haver de signar un segon acord d'Erzurum (31 de maig de 1847) establint la frontera, la llibertat dels pelegrins perses i el nomenament de cònsols.
L'1 de març de 1848 Bahram Mirza, al sentir-se amenaçat, es va refugiar a la casa de l'enviat rus Dolgorouki i poc després Rússia li va acordar l'asil; Muhammad i el seu primer ministre van amenaçar d'utilitzar la força per obligar a sortir a Bahram, o Bahram. Finalment el tsar li va concedir un asil especial i el 15 de maig Bahram va abandonar Teheran i es va establir a Tblisi. El 12 de juny de 1848 Muhammad va acceptar finalment la supressió del comerç d'esclaus als ports perses
Muhammad Shah va morir poc després, el 4 de setembre de 1848. Van esclatar disturbis a Teheran i la reina mare Asiya Khatun va agafar les regnes del poder fins a l'arribada del príncep hereu; amb l'ajut econòmic dels mercaders de Tabriz, Nasir al-Din va poder arribar a la capital amb un contingent de tropes el 20 d'octubre i va ser reconegut sense dificultat.
La seva esposa principal fou Malik Djahan Khatun (neta del cap tribal Sulayman Khan Qoyunlu, oncle matern d'Agha Muhammad Shah). Com a gran visir (sard-e azam) va tenir a Mirza Abul Qasim Qaim Maqam, que havia exercit aquest càrrec pel seu pare Abbas Mirza, i que va exercir sobre el sobirà força influència, però acusat de corrupció i molt impopular fou executat el 26 de juny de 1835 i substituït per Hadjdji Mirza Aqasi Erewani, un georgià d'Erevan molt religiós que havia estat tutor del xa a l'Azerbaidjan, que va acaparar un gran poder i va reunir altres càrrecs al de sadr-e azam. Va esdevenir molt impopular i a la mort del xa va fugir a Rússia.